# Temsa Avenue
Il Temsa Avenue, noto anche come Temsa LF, è un autobus urbano a pianale ribassato prodotto dall'azienda turca Temsa a partire dal 2008.
La produzione avviene presso lo stabilimento Temsa di Adana, in Turchia.

## Storia
Nel 2017 al Busworld Europe Kortrijk, tenutosi presso la città belga di Courtrai, il costruttore ha presentato l'Avenue Electron, realizzato in collaborazione con l'azienda statunitense-canadese Dana TM4 (joint venture tra Dana Incorporated e Hydro-Québec).

## Tecnica
Si tratta di un autobus rigido a pianale ribassato pensato per prestare servizio di linea urbano.
Monta un motore Cummins a 6 cilindri in linea con una potenza massima di 204 kW/280 CV (224 kW/300 CV nella versione GNC). La versione elettrica monta invece un motore trifase Dana TM4 SUMO a magneti permanenti con una potenza massima di 250 kW.

## Caratteristiche
- Lunghezza: 11,995 m
- Larghezza: 2,550 m
- Altezza: 3,200 m, 3,237 m (versione elettrica), 3,540 m (versione GNC)
- Alimentazione: gasolio (Euro 5), GNC, elettrica
- Allestimento: urbano[4]

## Diffusione
Particolarmente diffuso in Germania e Turchia, se ne contano diversi esemplari anche in Italia.